# Opération Kreml

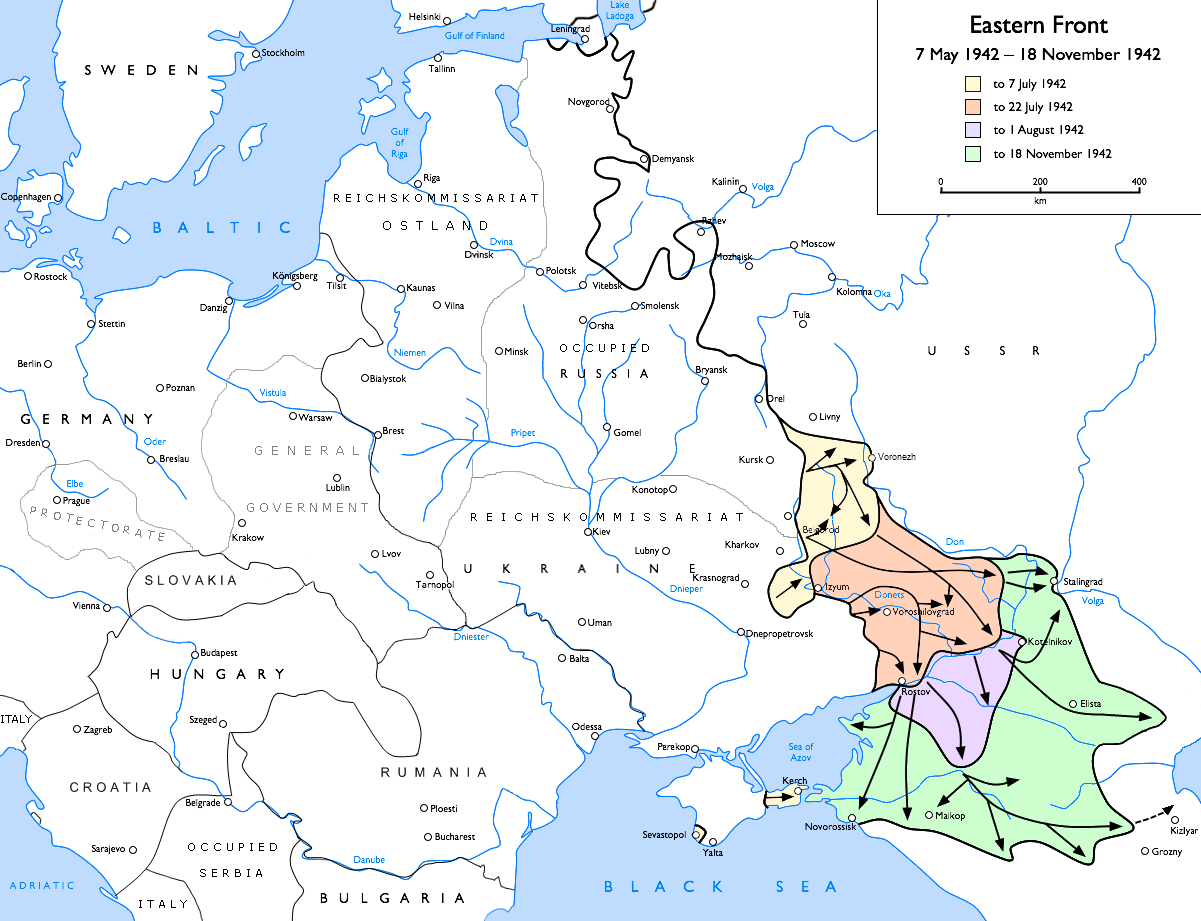
Carte du front de l'est du 7 mai au 18 novembre 1942

Opération Kreml, dite aussi Opération Kremlin (Fall Kreml en allemand), a été une opération d'intoxication allemande réussie contre l'état-major militaire de l'Union soviétique en mai et juin 1942.

## Description
Après que les troupes allemandes ont conquis la ville de Kharkov (Ukraine) en octobre 1941 lors de la Première bataille de Kharkov, le haut commandement allemand a planifié une offensive pour détruire les forces soviétiques vers le secteur sud du front de l'Est. Pour détourner l'attention des Soviétiques de la poussée qui allait conduire à la bataille de Stalingrad, le 29 mai 1942, le haut commandement allemand veut persuader l'état-major adverse de leur volonté d'une attaque sur Moscou. Une opération d'intoxication est décidée le 1er avril 1942 par le général Franz Halder.
Le fait qui rendait plausible l'opération Kremlin pour le haut commandement soviétique, la Stavka, était qu'elle coïncidait avec les attentes des Soviétiques, sans que les Allemands ne le sachent.  
Dans le cadre de l'opération Kreml, la Luftwaffe a augmenté les vols de reconnaissance au-dessus et autour de Moscou, que les Soviétiques avaient défendu avec succès lors de la bataille de Moscou entre octobre 1941 et janvier 1942, mais ne repoussant les troupes allemandes qu'à 140 kilomètres de la capitale de l'URSS. Le ministre de la propagande du gouvernement nazi, Joseph Goebbels alimente cette rumeur par des articles de presse et de fausses indiscrétions diplomatiques. Les officiers chargés des interrogatoires des prisonniers de guerre ont reçu des listes de questions à poser concernant les défenses de Moscou et des paquets scellés de cartes de Moscou ont été distribués jusqu'au niveau régimentaire.  
Selon l'historien Jean Lopez, si que les récits soviétiques d'après-guerre aient insisté sur l'échec de l'opération Kreml, le haut commandement soviétique et l'état-major général semblent avoir plus été induits en erreur par leur autosuggestion que par l'opération de désinformation.. Staline, la Stavka et l'état-major général, apparemment, n'ont cru à aucun moment que l'attaque principale allemande serait dirigée ailleurs que sur Moscou. Dans ses Mémoires, le général soviétique Alexandre Vassilievski écrit : « Dans le secteur sud-ouest, on a déposé moins de forces que dans celui de l'ouest. Les réserves stratégiques ont été concentrées dans le secteur de Toula, Voronej, Stalingrad et Saratov ».